# 伊藤義郎

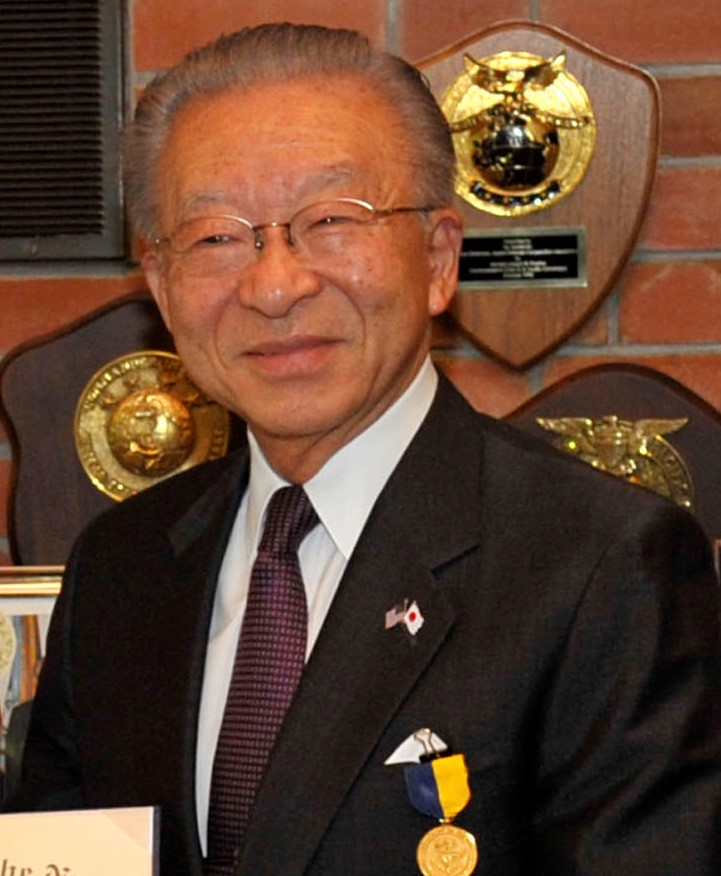
2009年7月

伊藤 義郎（いとう よしろう、1926年12月14日 - 2023年12月5日）は、日本の実業家。北海道札幌市出身。伊藤組土建代表取締役社長、テレビ北海道代表取締役社長、全日本スキー連盟会長、日本赤十字社北海道支部長等を歴任した。

## 来歴・人物
旧制北海道庁立札幌第一中学校（現在の北海道札幌南高等学校）を経て、早稲田大学に進学。1944年からは学徒動員に伴い川崎の日本鍛造へ勤務、渋谷で東京大空襲に被災し、市ヶ谷の東部軍司令部での事務作業の最中に終戦を迎え、一旦札幌に戻った後1年後に早大へ復学。
1950年に早稲田大学政経学部を卒業した。同年5月に伊藤組土建に入社。一方で終戦直後から「日本を負かしたアメリカはどのような国なのか見てみたい」との思いでアメリカへの留学を考えGHQ総司令部に相談し進駐米軍将校の住宅でハウスボーイとして働いた後1951年に渡米し近代経営学を学び、1952年にカリフォルニア大学大学院を修了し、1953年にコロンビア大学大学院を修了。
1956年に帰国し、父・豊次の跡を次いで伊藤組土建代表取締役社長に29歳で就任。1961年、伊藤組を設立し社長。2002年、同代表取締役会長。2008年、同取締役名誉会長。
この他、テレビ北海道初代代表取締役社長、学校法人札幌大学理事長、札幌国際エアカーゴターミナル代表取締役社長、北海道ゼロックス代表取締役社長、札幌証券取引所代表取締役社長、札幌商工会議所第14代会頭、NHK経営委員会委員、札幌交響楽団理事長、1979年より国際スキー連盟副会長、2004年より全日本スキー連盟会長（2010年6月まで）、日本赤十字社北海道支部長等など多くの兼職を務めた。
家族は、祖父に伊藤亀太郎。父は伊藤豊次。趣味はスキー。「義郎」の名前は赤穂浪士討ち入りの日に生まれたことにちなみ「義士」の「義」をとったものとされている。
2023年12月5日に死去した。96歳没。2024年3月4日には伊藤組グループ主催によるお別れの会「蒼空のつどい」が札幌グランドホテルで営まれ、衆議院議長額賀福志郎、札幌市長秋元克広、札幌商工会議所会頭岩田圭剛、プロスキーヤー三浦雄一郎ら政財界・スポーツ界などから多数が参列した。

## エピソード
- 地崎工業の社長を務めた地崎宇三郎 (三代)とは、地崎が年上ながら良きライバルであったといい、地崎の葬儀には伊藤も参列した。地崎と共に「道内ゼネコンの両雄」であったが、地崎工業が岩田建設に合併された後は、名実共に伊藤が「北海道経済界のドン」[8]となった。
- 中学時代にクロスカントリースキーを始め[9]、以後スキー界に深くかかわってきた。1972年札幌オリンピックの招致に際しては東欧13カ国を周るなどロビー活動にも尽力[1]、札幌で行われるスキージャンプ大会には可能な限り顔を見せ、スピーチするのが恒例となっていた。2010年にはその永年に渡るスキー界への功績に対し「キング オラフ トロフィー」をヨーロッパ出身者以外では初めて受賞した[10]。
- 1950年代前半に当時としては珍しいアメリカ留学を経験したことをきっかけとしてアメリカ通となる。「両国の市民と市民が草の根レベルで交流することで経済・政治につながる」との思いのもと個人レベルでの日米親善交流の重要性を説き、北海道日米協会の会長を晩年まで務め、特にアメリカ海軍との関係性が強くハリー・B・ハリス・ジュニアを始めとした海軍高官を米海軍艦艇の北海道内寄港の折に自邸に招待し国防総省とのパイプを形成。また札幌市の姉妹都市であるオレゴン州ポートランドに伊藤組の米国法人を設置しワシントン州ベルビューのハイアット・リージェンシーホテルの建設にも携わり、ケンタッキー州からケンタッキー・カーネルの栄誉称号も得ている[1]。
- プリン体に弱い体質があり魚介類を口にせず、ステーキやフライドチキン等の肉類を好み、ケンタッキーフライドチキンの北海道内のフランチャイズ展開を伊藤組が担うきっかけの一つとなった[1]。

## ギャラリー

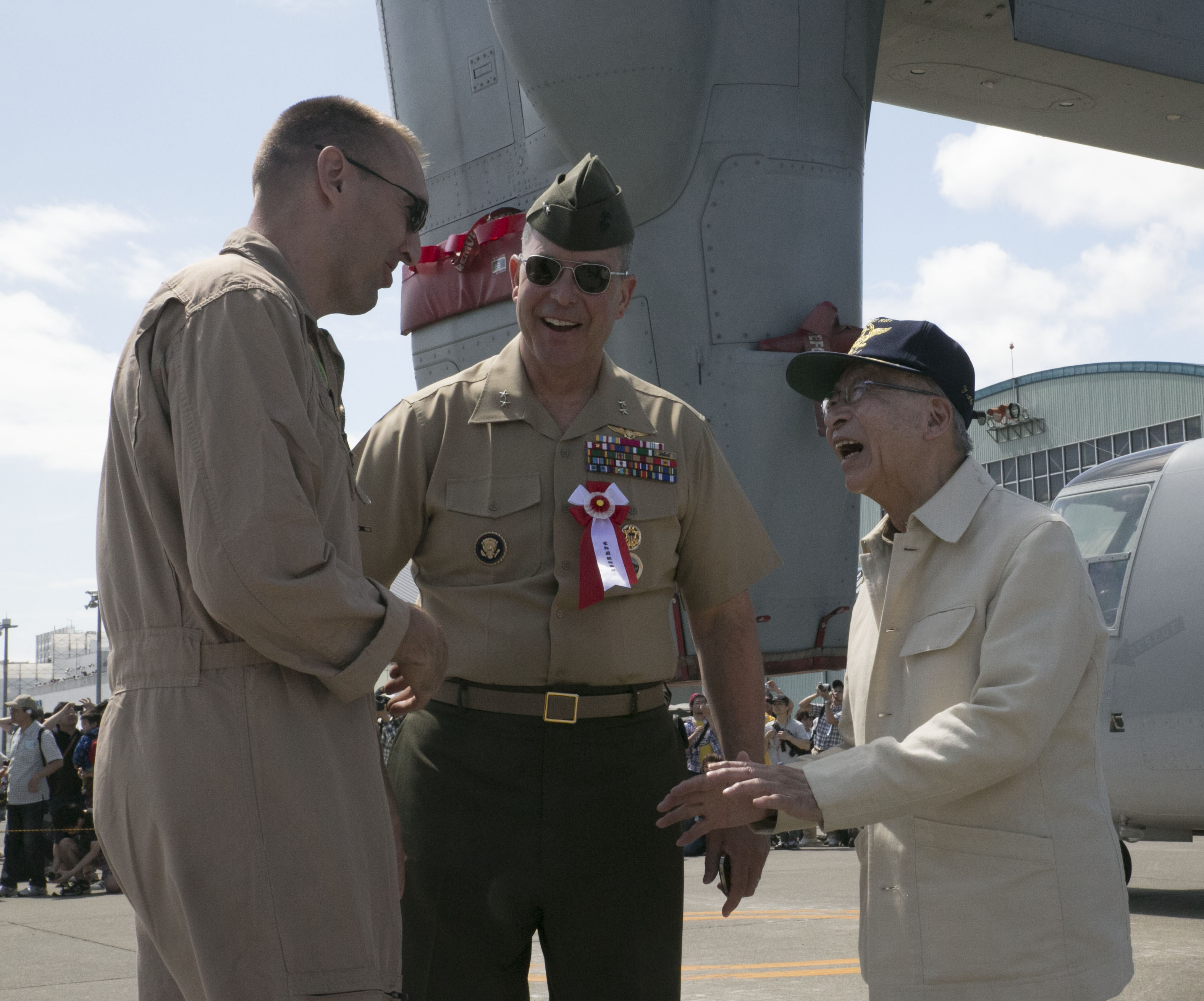
札幌エアショーにて（2014年7月）
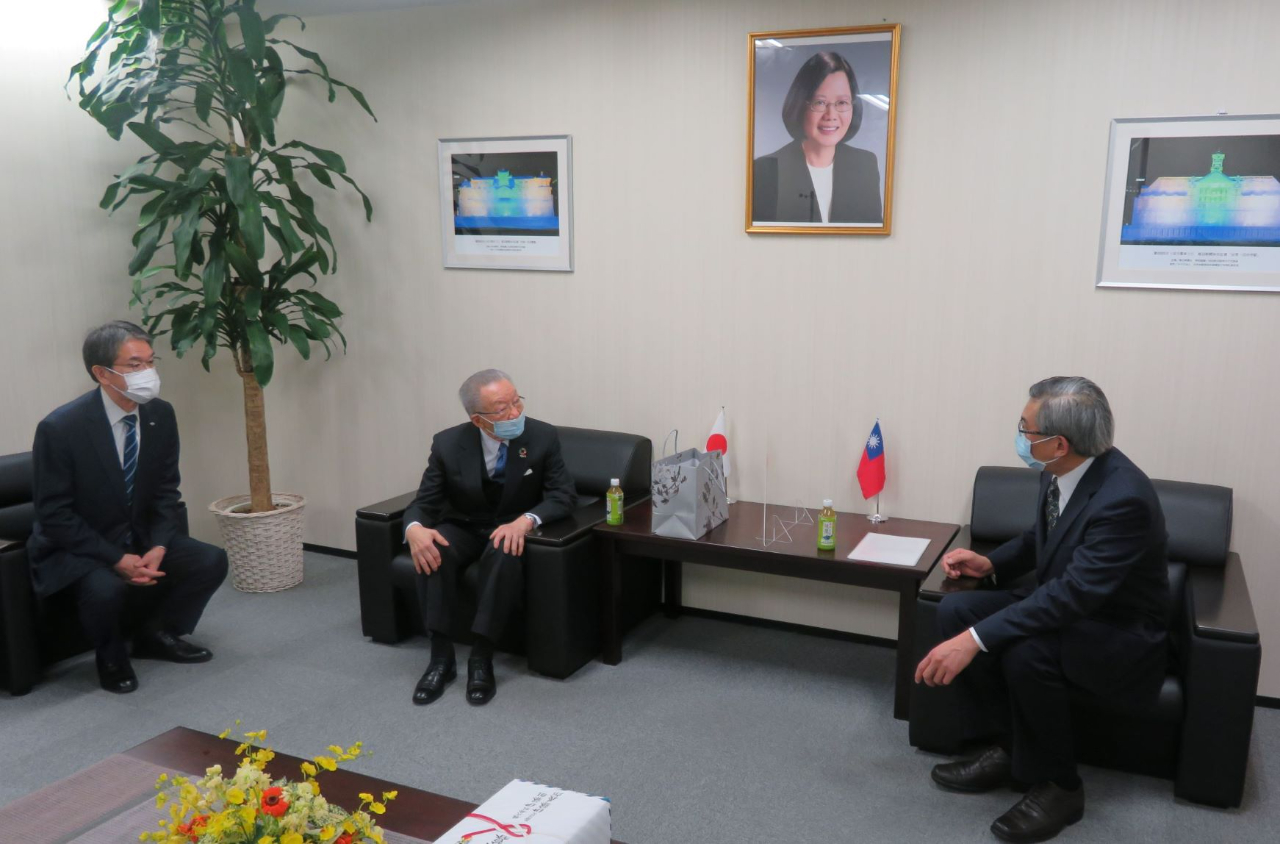
台北駐日経済文化代表処札幌分処にて周学佑と接見（2020年12月）

## 受賞歴
- 紺綬褒章（1970年）
- 藍綬褒章（1983年）
- ケンタッキー・カーネル（1990年）
- 旭日重光章（2017年）[11]